# A mano
A mano fue un programa de televisión español de bricolaje presentado por Javier Estrada y Estela Giménez. El espacio fue producido de marzo a junio de 2007 por Notro Films para Antena.Nova.

## Formato
Javier Estrada y Estela Giménez interpretaban el papel de una pareja que había cambiado de residencia. Generalmente Javier era, con la ayuda de Estela, el que desempeñaba las labores de bricolaje que tenían como objetivo la remodelación de la casa en la que vivían. Por lo general, cada episodio estaba dedicado a una actividad concreta.

## Historia del programa
Se emitió de forma diaria entre marzo y junio de 2007 en Antena.Nova. Se llegaron a grabar y emitir alrededor de unos 70 capítulos. 
Posteriormente se redifusionó varias veces en la misma cadena, además de haberse emitido en diversas televisiones locales y canales autonómicos, como Antena 3 Canarias, La 8 o Televisión Rioja.